# Abdoulaye Traoré (iworyjski piłkarz)
Abdoulaye Traoré znany również jako Ben Badi (ur. 4 marca 1967 w Abidżanie) – iworyjski piłkarz występujący podczas kariery na pozycji napastnika.

## Kariera piłkarska
Abdoulaye Traoré rozpoczął karierę w Stella Club d’Adjamé w 1983 roku. Ze Stellą Adjamé zdobył mistrzostwo Wybrzeża Kości Słoniowej w 1984. W latach 1984–1985 występował w ASEC Mimosas, z którego wyjechał do portugalskiego Sportingu Braga. W 1986 trafił do Francji do FC Metz. Nie mogąc przebić się do składu Metzu odszedł do drugoligowego FC Sète. Po krótkim epizodzie w pierwszoligowym Toulonie, trafił do trzecioligowego Avignon Foot 84, z którym awansował do Ligue 2.
W 1990 powrócił do ojczyzny i przez 5 lat ponownie występował w ASEC Mimosas. Z ASEC sześciokrotnie zdobył mistrzostwo Wybrzeża Kości Słoniowej w 1990, 1991, 1992, 1993, 1994, 1995, dwukrotnie Puchar Wybrzeża Kości Słoniowej w 1990 i 1995 roku. W 1992 i 1994 był królem ligi WKS. W latach 1995–1997 występował w saudyjskiej Al-Urooba Jof.

## Kariera reprezentacyjna
Abdoulaye Traoré występował w reprezentacji Wybrzeża Kości Słoniowej. W 1984 i 1985 uczestniczył w przegranych eliminacjach do Mistrzostw Świata 1986. W 1986 wystąpił w Pucharze Narodów Afryki, na którym WKS zdobyło brązowy medal. Na tym turnieju wystąpił w czterech meczach z Mozambikiem (2 bramki), Egiptem, Senegalem, Kamerunem i Marokiem. Z trzema bramkami na koncie został wicekrólem strzelców turnieju. W 1988 po raz drugi wystąpił w Pucharze Narodów Afryki, na którym WKS odpadło w fazie grupowej. Na tym turnieju wystąpił w trzech meczach z Algierią (bramka), Zairem (bramka) i Marokiem. Wraz z Algierczykiem Lakhdarem Belloumim, Kameruńczykiem Rogerem Millą i Egipcjaninem Gamalem Abdel El-Hamidem został królem strzelców turnieju. W 1989 uczestniczył w przegranych eliminacjach do Mistrzostw Świata 1990.
W 1990 po raz trzeci wystąpił w Pucharze Narodów Afryki, na którym WKS odpadło w fazie grupowej. Na tym turnieju wystąpił w trzech meczach z Egiptem (2 bramki), Algierią i Nigerią. W 1992 roku uczestniczył w największym sukcesie w historii WKS w postaci zdobycia Pucharu Narodów Afryki. Na tej imprezie Traoré wystąpił we wszystkich pięciu meczach z Algierią (bramkę), Kongo, Zambią, Kamerunem i finałowym z Ghaną. W tym roku wystąpił w pierwszej edycji Pucharu Konfederacji, który nosił wówczas nazwę Pucharu Króla Fahda. Na tym turnieju po porażkach z Argentyną i reprezentację USA (bramka) Wybrzeże Kości Słoniowej zajęło ostatnie, czwarte miejsce. Traoré wystąpił w obu meczach. W 1992 i 1993 uczestniczył w przegranych eliminacjach do Mistrzostw Świata 1994.
W 1994 po raz piąty wystąpił w Pucharze Narodów Afryki, na którym WKS zdobyło brązowy medal. Na tym turnieju wystąpił w czterech meczach z Sierra Leone, Zambią, Ghaną (bramka) i Nigerią. W 1996 po raz szósty wystąpił w Pucharze Narodów Afryki, na którym WKS odpadło w fazie grupowej. Traoré wystąpił we wszystkich trzech meczach z Ghaną, Mozambikiem i Tunezją. Łącznie w latach 1984–1996 wystąpił w reprezentacji 64 razy i strzelił 44 bramki, co daje mu drugie miejsce pod względem strzelonych po Didierze Drogbie.